# RIITIIR
RIITIIR, иногда пишется как RIITIIЯ — двенадцатый студийный альбом норвежской экстремальной метал-группы Enslaved, выпущенный 28 сентября 2012 года в Европе и 9 октября 2012 года в Северной Америке. Название «RIITIIR» — это «норвежский» перевод Ивара Бьорнсона слов «Обряды/Ритуалы» или «Обряды человека», и ритуалы формируют центральную концепцию альбома.
Альбом получил положительные отзывы музыкальных критиков и разошёлся тиражом около 2300 копий за первую неделю своего выхода в Соединённых Штатах, что сделало его их самым высоким дебютным альбомом на сегодняшний день по объёму продаж.

## Предыстория и запись
Группа работала над RIITIIR более полугода; рождение дочери гитариста Ивара Бьорнсона «совпало с периодом написания песен. Это в значительной степени увлекло меня». В остальном работа прошла без осложнений. Бьорнсон написал песни и сделал демо-записи в своей собственной студии Sound Studio, прежде чем отправить материал вокалистам Грутле Хьелльсону и Гербранду Ларсену, которые «полностью раскрыли свои вокальные отрывки». «Roots of the Mountain» была написана на мобильный телефон Бьорнсона. Альбом был записан в Бергене в квартире Бьорнсона, ударные — в студии Duper и в личной студии Ларсенса, а вклад Арве Исдала — в Earshot Studios. Сведение альбома было выполнено Йенсом Богреном в Эребру. По словам Бьорнсона, «всё было завершено, когда в середине июля краска с обложки картины, наконец, высохла».

## Концепция и темы
В текстовом плане все песни в той или иной степени затрагивают тему ритуалов, на которую ссылается название альбома. В некоторых песнях представлен исторический взгляд на домонотеистические религии по всему миру и их предназначение. Вступительная песня «Thoughts Like Hammers» представляет философский взгляд на роль ритуала и философии как «двигателя перемен». Другие песни посвящены внутреннему состоянию и психологической стороне ритуалов. Бьорнсон сказал, что «мы рассматриваем это с разных сторон, потому что это, очевидно, очень важно. Это ключ к другим вещам. Мы не делаем выводов, я думаю, мы больше спрашиваем и исследуем с помощью наших вопросов, направлен ли ритуал на то, чтобы вызвать физические изменения в мире, изменить реальность, или на самом деле он больше направлен на изменение восприятия?».

## Композиция и стиль

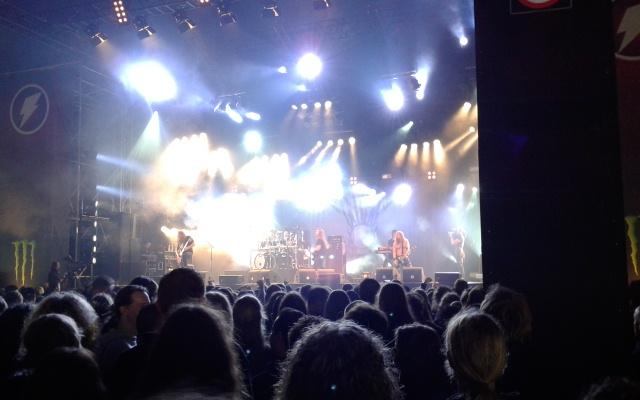
Живое выступление группы на Fortarock XL в 2013 году

BBC Music описала альбом как «сложную, шизофреническую работу, в некоторых моментах граничащую с чрезмерной сенсорикой, оставляющую у слушателя ощущение, будто его неоднократно били по голове по-настоящему умным молотком. Для него характерны внезапные смены темпа и расположения, вызванные беспорядочными ритмами: посмотрите на арабески заглавного трека, напоминающие Melechesh». Они также отметили, что чистый вокал клавишника Гербранда Ларсена «доминирует» в альбоме, «придавая его восьми трекам оттенок доступности, который может стать испытанием для некоторых».

## Художественное оформление
Грутле Хьелльсон так сказал об оформлении обложки: 

Это произведение искусства имеет дело с определёнными силами, которые присущи всем людям. В древности это было более актуально, чем в наше время, поскольку мы в определённой степени отошли от человеческих инстинктов. Мы изучили всю мифологию — индийскую, египетскую и скандинавскую. Вы можете найти множество схожих взглядов на жизнь, подходов к ней и, так сказать, первых шагов. У нас была более или менее общая философия, одинаковый подход к жизни. Не имело значения, откуда это пришло, не имело значения, с кем ты разговариваешь. Есть много общих божеств, основы первых первобытных шагов, первых первобытных ритуалов человека, цивилизаций. И эти цивилизации вообще не имели никакого контакта, очень интересно, как люди приходят к одинаковому мышлению, у нас общие инстинкты.

## Отзывы критиков
| Совокупная оценка | Совокупная оценка |
| Источник          | Оценка            |
| ----------------- | ----------------- |
| Metacritic        | 64/100            |
| Оценки критиков   |                   |
| Источник          | Оценка            |
| Blabbermouth      | 9/10              |
| Decibel Magazine  | [ 9 ]             |
| Metalsucks        | [ 10 ]            |
| Pitchfork Media   | 6.4/10            |
| Revolver          | 3/5               |

RIITIIR получил в основном положительные отзывы от музыкальных критиков. Натали Зина Уолшотс из Exclaim! высоко оценила альбом, назвав его «обширным и захватывающим» и «просто звёздным». Уолшотс писала, что «Спиралевидные, похожие на щупальца гитарные структуры настолько же мускулистые, насколько и странные, пробующие и исследующие. Бой барабанов создаёт ощущение необъятности, пространства, способного вместить в себя галактики, но затем поразительно чистый пассаж акустической гитары, подобный тому, что звучит в конце „Death in the Eyes of Dawn“, внезапно становится интимным и одиноким. Фирменный резкий вокал Грутле Хьелльсона находит контрапункт в мелодичном чистом пении Гербранда Ларсена, и эти два стиля часто вступают в дуэль, попадая в неумолимую орбиту друг друга». Грейсон Каррин из Pitchfork Media был более критичен к альбому, описав его как «беспокойный и иногда трудоёмкий альбом, в котором предпринята попытка сосредоточить внимание на всех частях Enslaved в одной очень властной упаковке. В течение 67 минут одна смена сменяется другой неожиданностью, что позволяет выпустить альбом, который достаточно насыщен, чтобы его можно было назвать скучным». Однако он отметил, что это «не означает, что за эти 67 минут ничего не будет вознаграждено. Enslaved по-прежнему очень хороши в генерировании идей, если не в систематизации или фильтрации их на практике. Например, яростный взрыв, с которого начинается „Thoughts Like Hammers“, вызывает восторг. Некоторые отрывки Ларсена достаточно остры, чтобы их можно было назвать запоминающимися; действительно, на протяжении всего путешествия многие моменты, не вызывающие клаустрофобии, дают приятную передышку посреди резких, непрекращающихся перемен».

## Список композиций
Все тексты написаны Иваром Бьорнсоном (за исключением отмеченных), вся музыка написана Иваром Бьорнсоном.
| №                   | Название                    | Текст песни         | Длительность |
| ------------------- | --------------------------- | ------------------- | ------------ |
| 1.                  | «Thoughts Like Hammers»     |                     | 9:30         |
| 2.                  | «Death in the Eyes of Dawn» | Грутле Хьелльсон    | 8:17         |
| 3.                  | «Veilburner»                |                     | 6:46         |
| 4.                  | «Roots of the Mountain»     |                     | 9:16         |
| 5.                  | «RIITIIR»                   | Грутле Хьелльсон    | 5:26         |
| 6.                  | «Materal»                   |                     | 7:48         |
| 7.                  | «Storm of Memories»         |                     | 8:58         |
| 8.                  | «Forsaken»                  | Грутле Хьелльсон    | 11:15        |
| Общая длительность: | Общая длительность:         | Общая длительность: | 01:07:17     |

## Участники записи
| Enslaved - Грутле Хьелльсон — вокал, бас-гитара, бас-педали - Ивар Бьорнсон — вокал, гитара, синтезатор - Арве Исдал — гитара - Гербранд Ларсен — вокал, клавишные, синтезатор - Като Беккеволд — барабаны, перкуссия | Производственный персонал - группа Enslaved — продюсеры - Йенс Богрен — сведение - Тони Линдгрен — мастеринг-инженер - Ивер Сандой — продюсер - Трулс Эспедал — художественное оформление |

## Чарты
| Чарт (2012 г.)                      | Позиция в чартах |
| ----------------------------------- | ---------------- |
| Австрия (Ö3 Austria)                | 70               |
| Бельгия/Валлония (Ultratop)         | 196              |
| Финляндия (Suomen virallinen lista) | 47               |
| Франция (SNEP)                      | 118              |
| Германия (Offizielle Top 100)       | 72               |
| Норвегия (VG-lista)                 | 15               |
| Швейцария (Schweizer Hitparade)     | 92               |